# Japonski grad
Japonski grad (城 širo) je utrdba, zgrajena predvsem iz lesa in kamna. Razvila se je iz lesenih palisad prejšnjih stoletij in prišla v dvojo najbolj znano obliko v 16. stoletju. Gradovi na Japonskem so bili zgrajeni za zaščito pomembnih ali strateških lokacij, kot so pristanišča, rečni prehodi ali križišča in skoraj vedno vključena pokrajino v njeno obrambo.
Čeprav so bili zgrajeni da bi bili bolj trdni z uporabo več kamna pri gradnji kot večina japonskih stavb, so bili gradovi še vedno zgrajeni predvsem iz lesa, zato so bili mnogi v preteklih letih uničeni. To je še posebej veljalo v obdobju Sengoku (sprtih držav) (1467-1603), ko so bili mnogi od teh gradov prvič zgrajena. Vendar pa so mnoge obnovili, bodisi kasneje v obdobju Sengoku ali v obdobju Edo (1603-1867), ki je sledilo ali v zadnjem času, kot nacionalne spomenike in muzeje. Danes obstaja na Japonskem več kot sto ohranjenih gradov ali delno ohranjenih. Ocenjuje se, da jih je bilo pet tisoč. Nekateri gradovi, kot sta grad Macue in grad Kōči, zgrajeni leta 1611, še vedno obstajajo v izvirni obliki, saj ni prišlo do poškodb zaradi obleganj ali drugih nevarnosti. Grad Hirošima pa je bil, nasprotno, uničen zaradi atomske bombe in je bil obnovljen leta 1958 kot muzej.
Kandži – znak za grad - 城 ", se bere širo sam po sebi, ter z džō, kadar je priključen besedi, kot je v imenu kakega gradu. Tako na primer, se grad Osaka v japonščini imenuje Ōsaka- džō (大阪 城). 

## Zgodovina
Prvotno zasnovani kot trdnjave za vojaško obrambo, so bili japonski gradovi postavljeni na strateških lokacijah, ob trgovskih poteh, cestah in rekah. Čeprav so se gradovi še stoletja gradili zaradi vseh teh vidikov, so utrdbe gradili tudi v centrih vodenja. V obdobju Sengoku so služili kot domovi daimjo (fevdalcev), da bi naredili vtis in ustrahovali tekmece, ne samo s svojo obrambo, ampak tudi z velikostjo, arhitekturo in elegantno notranjostjo. Leta 1576 je Oda Nobunaga med prvimi zgradil eno od teh palač, podobnih gradu: grad Azuči je bil prvi japonski grad z bivalnim stolpom (天 守 閣, tenšukaku) in je bil navdih za oba gradova Tojotomi Hidejošijev grad Osaka in Tokugawa Iejasujev grad Edo. Azuči je služil kot upravni center Odovih ozemelj in kot je njegov razkošen dom, vendar je bil tudi zelo natančno in strateško lociran. Nedaleč stran od glavnega mesta Kjoto, ki je bilo že dolgo tarča nasilja, je bila Azučijjeva skrbno izbrana lokacija odlična stopnja nadzora nad transportnimi in komunikacijskimi potmi Odojevih sovražnikov.
Pred obdobjem Sengoku (približno v 16. stoletju), se je večina gradov imenovala jamadžiro (山城) ali gorski grad. Čeprav je bila večina novejših gradov zgrajena na vrhu gore ali hriba, so bili ti zgrajeni iz gore. Drevesa in drugo listje je bilo očiščeno, kamen in umazanija same gore pa vgrajena v grobo utrdbo. Izkopani so bili jarki, ki so predstavljali ovire za napadalce, pa tudi, da bi balvane metali na napadalce. Jarki so bili narejeni s preusmeritvijo hudournikov. Stavbe so bile narejene predvsem iz lesa s stenami iz protja in blata, slamnato streho ali včasih iz lesenih skodel. Majhne line v stenah ali deskah so lahko uporabili za streljanje z loki ali puškami. Glavna pomanjkljivost tega sloga je bila njegova splošna nestabilnost. Slama se je vnela celo lažje kot les in vreme in erozija sta preprečila strukturi da ni mogla biti posebno velika ali težka. Sčasoma so začeli uporabljati kamen s katerim so obdali vrh hriba v plast drobnega proda, nato pa plast večjih skal brez malte. Ta podpora je dovoljevala večje, težje in bolj trajne stavbe.

### Zgodnje utrdbe
Prve utrdbe na Japonskem so bilo komaj podobne objektu, s katerim razumemo »grad«. Narejene predvsem iz zemlje ali zbite zemlje in lesa, so najzgodnejši utrdbe naredile bolj uporabne od naravnih in topografskih oblik. Te kōgoiši in čijaši (チ ヤ シ za grad Ainu) niso bile nikoli namenjene dolgoročnim obrambnim položajem, kaj šele prebivališču; avtohtona ljudstva arhipelaga so zgradila utrdbe, ko so jih potrebovali in jih kasneje zapustili.
Ljudstvo Jamato so začeli graditi mesta šele v 7. stoletju, skupaj z večjim palačnim kompleksom, obdan na štirih straneh z obzidjem in impresivnimi vrati. Zemeljska dela in lesene utrdbe so bile zgrajene tudi po celotni pokrajini, da bi branili ozemlje pred avtohtonimi Emiši, Ainu in drugimi ljudstvi; za razliko od svojih primitivnih predhodnikov, so bile razmeroma stalne strukture, zgrajene v času miru. Zgrajene so bile v veliki meri kot razširitev naravnih značilnosti in pogosto sestavljene iz nekaj več zemeljskih del in lesenih barikad.
Trdnjava Dazaifu iz obdobja Nara (ok. 710–794), iz katere so vladali vsemu Kjušuju in branili stoletja kasneje, je bila prvotno zgrajena na ta način in ostanki so še danes vidni. Okoli trdnjave je bil zgrajen branik, ki je služil kot obrambni jarek za pomoč pri obrambi strukture; v skladu z vojaškimi strategijami in filozofijo časa, ga bi bilo treba v času konflikta napolniti le z vodo. Imenovali so ga mizuki (水城) ali vodna trdnjava. Kandži - znak za grad ali trdnjavo (城) do nekje v 9. stoletja ali kasneje, se prebere kot ki, kot v tem primeru, mizuki. 
Čeprav so gradbeniško in na videz zgledale precej enostavno, so bile te lesene in nizke konstrukcije namenjene vtisu, prav tako pa za učinkovito delovanje proti napadom. V tem obdobju sta na oblikovanje japonskih stavb, vključno z utrdbami vplivali kitajska in korejska arhitektura. Ostanki ali ruševine nekaterih od teh utrdb, ki se nedvomno razlikujejo od kasnejših, je še vedno mogoče videti v nekaterih delih Kjušuja in regiji Tohoku.

### Srednji vek
V obdobju Heian (794–1185) je prišlo do premika od potrebe, da branijo celo državo pred vsiljivci, do tega da fevdalci branijo posamezne dvorce ali ozemlja drug od drugega. Čeprav so se boji nenehno dogajali v severovzhodnem delu Honšuja (v regiji Tohoku) proti domorodcem, je vzpon razreda samurajev proti koncu obdobja in različni spori med plemiškimi družinami, ki so se borile za moč in vpliv na dvoru, prinesla nadaljnje nadgradnje. Primarna obrambna skrb v arhipelagu niso več domača plemena ali tuji zavojevalci, temveč notranja nasprotja znotraj Japonske, med konkurenčnimi samurajskimi klani ali drugimi bolj velikimi in močnimi frakcijami in rezultat je bila sprememba in prilagoditev obrambne strategije. Kot so se frakcije pojavile in zvestoba premaknila, so klani in frakcije, ki so pomagali cesarskemu dvoru postali sovražni, razdelile so se obrambne mreže ali spremenili s premikanjem zavezništev.
Vojna Genpei (1180-1185) med klanoma Minamoto in Taira in vojna Nanboku-čō (1336-1392) med severnim in južnim cesarskim dvorom so bili glavni konflikti, ki so opredeljevali ta razvoj v tisto, kar včasih imenujejo srednjeveško obdobje na Japonskem.
Utrdbe so bile še vedno skoraj v celoti iz lesa in so bile v veliki meri temeljene na prejšnjih načinih, na kitajskih in korejskih primerih. Vendar so se začeli širiti z vključevanjem več stavb, za sprejem večje vojske in oblikovati kot bolj dolgoročne strukture. Ta način so se utrdbe, ki so se postopoma razvijale, uporabljale v vseh vojnah v obdobju Heian in so se uporabljali za pomoč obrambi obale Kjušuja pred vpadi Mongolov v 13. stoletju, ki so dosegli vrhunec v 1330-ih, med obdobjem Nanboku-čō. Grad Čihaja in grad Akasaka, trajna grajska kompleksa, ki vsebujeta številne stavbe, ne pa visokega bivalnega stolpa in sta obdana z lesenimi stenami, sta bila zgrajena pod Kusunoki Masašigejem, in bila vojaško učinkovita, kot je bilo mogoče v tehnologiji in obliki časa.
Ašikaga šogunat iz 1330-ih, je imel šibek nadzor na arhipelagu in ohranjal relativen mir že več kot stoletje. Oblikovanje gradu in organizacija se je še naprej razvijala pod Ašikaga šogunatom in v celotnem obdobju Sengoku. Grajski kompleksi so postali precej dodelani, vsebovali so številne strukture, od katerih so bile nekatere precej notranje zapletene, saj so sedaj služile kot bivališča, poveljniški centri in v številne druge namene.

#### Sengoku
Vojna Ōnin, ki je izbruhnila leta 1467, je zaznamovala začetek skoraj 150 let trajajoče vojne (imenovano obdobje Sengoku), med daimjō (fevdalci) na celotnem otočju. Za čas trajanja vojne Ōnin (1467-1477) in v obdobju Sengoku, je celotno mesto Kjoto postalo bojišče in utrpelo veliko gmotno škodo. Plemiške družinske vile po vsem mestu so v tem desetletnem obdobju postale bolj utrjene. Vojske samurajev, ki so obvladovale krajino več kot stoletje, so poskušale izolirati mesto kot celoto.
Regionalni uradniki in drugi nastali daimjō in država v vojni, so začeli hitro utrjevati svojo moč z izgradnjo svojih primarnih rezidenc in gradnjo dodatnih utrdb na taktično ugodnih ali pomembnih lokacijah. Prvotno zasnovane kot zgolj obrambne (borbene) strukture ali odmaknjena skladišča, kjer bi lahko fevdalec varno preživel obdobje nasilja v svojih deželah, so se tekom obdobja Sengoku, mnogi od teh gorskih gradov razvili v stalna prebivališča, z izdelano zunanjostjo in razkošno notranjostjo. Začetne oblike in slogi zdaj veljajo za »klasičen« japonski dizajn gradu, ki se je pojavil v tem času, prav tako pa se je pojavilo in razvilo tudi mesto okoli gradu (džōkamači, dob. mesto pod gradom). Kljub temu razvoju, je večina gradov obdobja Sengoku ostala bistveno večja, bolj kompleksna različica preprostih lesenih utrdb iz predhodnih stoletij. Šele v zadnjih tridesetih letih obdobja vojne je prišlo do drastičnih sprememb, pojava vrste gradov kot je grad Himedži in drugi ohranjeni gradovi. To obdobje vojne je doseglo vrhunec v obdobju Azuči-Momojama, prizorišče številnih ostrih bitk, ki so videle uvedbo strelnega orožja in razvoj taktike.

### Obdobje Azuči–Momojama
Za razliko od Evrope, kjer pojav topa nakazuje konec obdobja gradov, je japonsko gradnjo gradov spodbudila, ironično, uvedba strelnega orožja. Čeprav se je strelno orožje prvič na Japonskem pojavilo leta 1543, se je oblikovanje gradov skoraj takoj začelo razvijati. Grad Azuči, zgrajen v 1570-ih, je bil prvi primer tega novega tipa gradu, ki se ponaša z veliko kamnito bazo (武 者 返 し, muša-gaeši ), kompleksno ureditvijo koncentričnih predgradij (丸, maru) in visokim osrednjim stolpom. Poleg tega se je grad pojavil na ravnini in ne na poraščenem gozdnatem hribu in pri katerem je bolj poudarjena arhitektura in umetna obramba kot zaščita v naravnem okolju. Te funkcije, skupaj s splošnim videzom in organizacijo japonskega gradu, so postale stereotip japonskega gradu. Skupaj z Hidejošijevim gradom Fušimi-Momojama, Azuči daje svoje ime kratkemu obdobju Azuči-Momojama (približno 1568–1600), v katerem so cveteli te vrste gradovi, ki so se uporabljali za vojaško obrambo. Grad Osaka so uničili s topovi. Uvedba arkebuze je prinesla korenite premike v taktiki bojevanja in vojaških odnosov na Japonskem. Čeprav so bili ti premiki zapleteni in številni, je bil eden od konceptov ključen za spremembe v grajskem oblikovanju v tistem času, to je bilo bojevanje z razdalje. Čeprav so bili lokostrelski dvoboji tradicionalni pred bitkami samurajev od obdobja Heian in prej, je imela uporaba ognja z arkebuzami veliko bolj dramatičen učinek na izid bitke; boj mož na moža je bil še vedno zelo pogost, zmanjšal pa se je zaradi uporabe strelnega orožja.
Oda Nobunaga, eden izmed najbolj strokovnih poveljnikov v taktični uporabi novega orožja, je zgradil svoj grad Azuči, ki ga je od takrat treba obravnavati kot paradigmo nove faze oblikovanja gradov. Kamnit temelj se je upiral škodi zaradi krogel arkebuz boljše od lesa ali zemeljskih del in na splošno je postal bolj kompleksen in s tem bolj težaven za uničenje. Visoki stolpi in lokacija gradu na ravnini je omogočala večjo vidnost, in mesto od koder bi lahko posadka uporabila svoje orožje, zapleten niz dvorišč in predgradja pa je nudil dodatne priložnosti branilcem, da so se branili, kljub zasedenim delom gradu.
Topovi so bili redki zaradi možnosti pridobiti jih od tujcev in težav pri samem vlivanju takšnega orožja, saj so bile livarne, ki so se uporabljale za vlivanje brona za tempeljske zvonove preprosto neprimerne za proizvodnjo topov iz železa ali jekla. Redki topovi, ki so bili uporabljeni, so bili manjši in šibkejši od tistih, ki so jih uporabljali pri evropskih obleganjih. Mnogi od njih so bili v resnici vzeti iz evropskih ladij in montirani na kopnem. Ko so bile uporabljene oblegovalne naprave na Japonskem, so bili najbolj pogosti tribok ali katapult v kitajskem slogu. Ni zapisov, kdaj se je začela strategija japonskega obleganja. V resnici je bilo pogosto videti bolj cenjeno in bolj taktično koristno voditi svoje sile v boj izven gradu. Ko bitka ni bila rešena na odprtem, se je obleganje skoraj vedno izvajalo zgolj z onemogočanjem dobave v grad.
Ključno za razvoj novega tipa obrambne arhitekture niso bili topovi, ampak pojav strelnega orožja. Arkebuza bi s strelskimi vodi in konjenico premagala lesene palisade relativno enostavno, zato je prišel v uporabo kamnit grad.
Grad Azuči je bil uničen leta 1582, le tri leta po njegovem dokončanju, vendar je kljub temu uvedel novo obdobje grajske stavbe. Med številnimi gradovi zgrajenimi v naslednjih letih je bil Hidejošijev grad v Osaki dokončan leta 1585. Tu so bile vključene vse nove funkcije in gradbena filozofija Azučija, bil je večji, na bolj vidnem položaju in bolj trden. To je bil zadnji branik upora proti ustanovitvi Tokugava šogunata (glej obleganje Osake) in je ostal politično ali vojaško pomemben, saj se je mesto Osaka razvilo okoli njega v enega od osnovnih trgovskih centrov na Japonskem.
Čeprav so kamen uporabljali za okrepitev obrambe ali temeljev že nekaj stoletij prej, je značilen slog Azuči kamnite baze prvi te vrste in je bil videti v vsakem gradu zgrajenem kasneje. Japonci so zelo redko uporabljajo topove, zato so bili težki kamniti temelji več kot dovolj za odbijanje ognja iz arkebuz. Namenoma ali ne se je ta temelj izkazal tudi zelo odporen proti pogostim potresom na Japonskem. 
V tem obdobju je bil vrhunec razvoja v smeri večjih stavb, bolj zapletene in koncentrirane gradnje in bolj načrtovane izdelave, tako od zunaj kot v notranjosti gradov. Evropska zasnova gradu je tudi začela vplivati, čeprav je bil grad v Evropi že dolgo v upadanju.
V japonski politiki in vojni je grad služil ne le kot trdnjava, ampak kot prebivališča daimjō ali fevdalca in kot simbol njegove moči. Grad Fušimi, ki je bil namenjen, da služi kot luksuzen dom Tojotomi Hidejošija, je služil kot priljubljen primer tega razvoja. Čeprav je bil od zunaj podoben drugim gradovom v obdobju, je bil znotraj zelo bogato okrašen, imel je čajnico okrašeno z zlatimi lističi. Fušimi pa nikakor ni bil izjema, še veliko gradov je nosilo različne količine zlatega okrasja. Grad Osaka je bil le eden od številnih gradov, ki so imeli zlate strešnike in skulpture rib, žerjavov in tigrov. Seveda, razen teh okrasov iz plemenitih kovin, je celotna estetika arhitekture in notranje opreme ostala zelo pomembna, kot to počnejo v večini vidikov japonske kulture.
Nekatere še posebej močne družine so imele cel niz gradov, ki je bil sestavljen iz glavnega gradu (hondžō) in številnih satelitskih gradov (šidžō) razširjenih na njihovem celotnem ozemlju. Čeprav so bili šidžō včasih polnopravni gradovi s kamnitimi bazami, so bili pogosteje utrdbe iz lesa in zemeljskih del. Pogosto je bil sistem komunikacije med temi gradovi na dolge razdalje izpeljan z ognjem, bobni ali zvoki iz lupine školjk. Grad Odavara družine Hojo in njegova mreža satelitov je bila ena izmed najmočnejših primerov tega hondžō-šidžō sistema.

#### Koreja
Invazije Tojotomi Hidejošija v Koreji so potekale med 1592 in 1598, v istem času kot vrhunec Azuči-Momojama sloga gradnje gradov znotraj Japonske. Veliko japonskih gradov (imenovani vadžō 倭 城 v japonščini in vaeseong v korejščini) je bilo zgrajenih ob južnih obalah Koreje. Vse, kar je ostalo od teh gradov so danes kamniti temelji.

### Obdobje Edo
Obdobju Sengoku, približno stoletje in pol vojne, ki je prineslo velike spremembe in razvoj na področju vojaške taktike in opreme, kot tudi nastanek sloga gradu Azuči-Momojama, je sledilo obdobje Edo, več kot 250 let miru, ki se začne okoli 1600–1615 in konča okoli 1868. Gradovi iz obdobja Edo, vključno ohranjeni iz prejšnjega obdobja Azuči-Momojama, zato niso imeli več zaščite pred zunanjimi silami kot njihov osnovni namen. Namesto tega so služili predvsem kot razkošni domovi za daimjō in njihove družine ter za zaščito s svojo močno bazo, proti kmečkim uporom in drugim notranjim vstajam. Tokugava šogunat je, da bi preprečil kopičenje moči dela fevdalcev, uveljavljal številne predpise, ki so omejevali število gradov na en han (fevdalno področje), z nekaj izjemami in številne druge politike, vključno s sankin kōtai (参勤交代 – menjajoča prisotnost). Bile so tudi omejitve glede velikosti in opreme teh gradov in čeprav so mnogi daimjō kasneje v obdobju obubožali, so skušali uporabiti svoje gradove kot reprezentacijo moči in bogastva. Splošni arhitekturni slog se ni bistveno spremenil od prej, pohištvo in notranja ureditev pa sta bila lahko precej razkošna.
Omejitev števila gradov dovoljenih za vsak han je imela globoke posledice, ne samo politične, kot je bilo predvideno, ampak tudi v družbi in glede gradov samih. Kjer so člani razreda samurajev prej živeli v ali okoli velikega števila gradov raztresenih po pokrajini, so zdaj postali skoncentrirani v prestolnicah han in v Edo. Posledično je bila koncentracija samurajev v mestih in njihova skoraj popolna odsotnost na podeželju in v mestih, ki niso bile fevdalne prestolnice (zlasti Kjoto in Osaka), pomemben element socialne in kulturne krajine obdobja Edo. Medtem so se gradovi v prestolnicah han neizogibno razširili, ne samo za sprejem povečanega števila samurajev, ampak tudi zaradi prestiža in moči daimjō, zdaj združenih v enem samem gradu. Grad Edo se je med približno 1600 in 1636 razširil za faktor dvajset, ko je postal sedež šoguna. Čeprav je bil očitno nekaj posebnega, šogun ni bil pravi daimjō, je kljub temu služil kot lep primer tega razvoja. Ti močno utrjeni in razširjeni gradovi in veliko število samurajev v in okoli njih, je v 17. stoletju na Japonskem privedlo do eksplozije rasti mest.
S stiki z zahodnimi silami, ki so se povečali sredi 19. stoletja, so se nekateri gradovi kot je grad Gorjokaku na Hokaidu še enkrat obrnil k obrambi. Začela so se prizadevanja za pretvorbo Gorjokaku in peščice drugih gradov po vsej državi za obrambo pred topovi zahodnih ladij vojne mornarice.

### Moderno obdobje

#### Obnova Meidži
Preden je fevdalni sistem popolnoma razpadel, so gradovi igrali vlogo v začetnem odporu obnove Meidži. V januarju 1868 je v Kjotu izbruhnila bošinska vojna, med samurajskimi silami, zvestimi neučinkoviti vladi Tokugavskega šogunata in zavezniškimi silami zvestimi novemu cesarju Meidžiju, ki so jih sestavljali v glavnem samuraji in rōnin (samuraj brez gospodarja) iz Čošu in Sacuma fevdalnih posestev. 31. januarja se je vojska v neredu umaknila iz gradu Osaka in šogun, Tokugawa Jošinobu je pobegnil v Edo (sodobni Tokio). Grad Osaka je bil predan imperialnim silam brez boja in 3. februarja 1868 je bil grad zažgan. Uničenje gradu, ki je bil pomemben simbol moči šoguna na zahodnem Japonskem, je bil velik udarec ugledu šogunata in morali vojakov.
Iz Eda so šogunove sile pobegnile na sever do posesti Aizu, od koder se je veliko število vojakov rešilo. Kot se je začela bitka pri Aizu, sta bila gradova Nagaoka in Komine prizorišče hudih bojev. V okviru bitke je bil grad Komine požgan (ponovno je bil zgrajen leta 1994 in je japonski spomenik). Zavezniške sile so še naprej prodirale proti severu do mesta Vakamacu in oblegale grad Curuga. Po enem mesecu obstreljevanja obzidja in glavnega stolpa s topovi, je bil grad končno predan. Kasneje je bil porušen in ponovno zgrajen leta 1965.
iz Aizuja so nekateri zvesti šogunu svojo pot nadaljevali proti severu do mesta Hakodate na Hokaidu. Tam so ustanovili Republiko Ezo, s sedežem vlade v trdnjavi Gorjōkaku, ki ima obliko zvezdaste trdnjave. Po hudi bitki Hakodate, je bila trdnjava Gorjokaku oblegana in končno 18. maja 1869 predana in s tem končana bošinska vojna.
Vsi gradovi, skupaj s fevdalnimi področji, so se predali vladi cesarja Meidžija v letu 1871 in tako je bil odpravljen sistem han. V času obnove Meidži, so bili ti gradovi razumljeni kot simboli prejšnje vladajoče elite, zato so skoraj 2000 gradov porušili ali uničili. Nekateri so bili preprosto opuščeni in so propadli.
Uporniki so v prvih letih obdobja Meidži še naprej rovarili. Zadnja in največja je bila vstaja Sacuma (1877). Po vročih nesoglasjih pri novem tokijskem zakonodajalcu, se je mladi nekdanji samuraj iz Sacuma naglo odločil, da se upre novi vladi in prosil Saigō Takamorija, da jih vodi. Saigō je nerad sprejel in vodil Sacuma sile severno od mesta Kagošima. Sovražnosti so se začele 19. februarja 1877, ko so se branilci gradu Kumamoto spustili nad vojake Sacuma. Po seriji bitk so bili Sacuma uporniki prisiljeni iti nazaj v mesto Kagošima. Boj se je tam nadaljeval in kamnite stene gradu Kagošima še vedno kažejo škodo, ki so jo povzročile krogle. (grad Kagošima nikoli ni bil ponovno zgrajen, ostali so le deli kamnitih zidov in jarek, kasneje je bil zgrajen muzej prefekture na grajskih temeljih.) Uporniška sila je svoje zadnje pribežališče našla na Širojami ali gorskem gradu verjetno ime za grad zgrajen v preteklosti, čigar ime je bilo izgubljeno v zgodovini. V zadnjem boju je bil Saigo smrtno ranjen in zadnjih štiridesetih upornikov so cesarski vojaki postrelili s strojnico. Sacumi vstaja je bila končana v jutranjih urah 25. septembra 1877.

#### Cesarska japonska vojska
Nekatere gradove, zlasti večje, je uporabljala cesarska japonska vojska. Grad Osaka je služil kot sedež 4. pehotne divizije, dokler ni bila zgrajena nova stavba v grajskem parku blizu glavnega stolpa, tako da so grad odprli za javnost. Grad Hirošima je služil kot cesarski General štab med prvo kitajsko-japonsko vojno (1894-1895) in kasneje kot sedež 5. pehotnega oddelka. Grad Kanazava je služil 9. pehotni diviziji. Številni gradovi so bili namerno bombardirani med drugo svetovno vojno. Glavni stolpi gradov Nagoja, Osaka, Okajama, Fukujama, Vakajama, Ogaki in drugi, so bili uničeni v zračnih napadih. Grad Hirošima je bil uničen v eksploziji atomske bombe 6. avgusta 1945.
Grad Šuri (pravzaprav Rjūkjūan gusuku), na glavnem otoku Okinava, ni bil le sedež 32. armade in obrambe Okinave, ampak je bil še zadnji napaden grad na Japonskem. V aprilu 1945 so ameriški vojaki in marinci naleteli na silovit odpor in se z ramo ob rami bojevali vzdolž Šuri linije. Z začetkom 25. maja, je bil grad izpostavljen trem dnem intenzivnega pomorskega bombardiranja. 30. maja so ZDA izobesile zastavo na enem od zidov gradu. Grad Šuri je bil ponovno zgrajen leta 1992 in je od leta 2000 skupaj z drugimi gusuku in sorodnimi mesti na Unescovem seznamu svetovne dediščine.

#### Rekonstrukcija in zaščita
V zgodnjem 20. stoletju je nastalo novo gibanje za ohranjanje dediščine. Prvi zakon za ohranjanje območij zgodovinskega ali kulturnega pomena je bil sprejet leta 1919, deset let kasneje je sledil zakon o ohranjanju narodnih zakladov. Z uveljavitvijo teh zakonov so imele lokalne oblasti obveznost da preprečijo nadaljnje uničevanje in dobile nekaj sredstev in virov nacionalne vlade za izboljšanje teh zgodovinsko pomembnih območij.
V 1920-ih je bil v porastu nacionalizem in gradovi so postali nov ponos in simbol bojevniških tradicij na Japonskem. Z novim napredkom v gradbeništvu so nekatere že uničene gradove hitro in poceni ponovno zgradili iz armiranega betona, kot glavni stolpi gradu Osaka, ki je bil prvič ponovno zgrajen leta 1928.
Medtem ko je veliko preostalih gradov na Japonskem rekonstrukcij, večina so železobetonske replike, je nastalo gibanje v smeri tradicionalne metode gradnje. Grad Kanazava je izjemen primer sodobne reprodukcije z uporabo visoke stopnje tradicionalnih gradbenih materialov in tehnik. Sodobni gradbeni materiali na gradu Kanazava so minimalni, diskretni in so predvsem zaradi zagotavljanja stabilnosti, varnosti in dostopnosti. Trenutno obstajajo lokalna neprofitna združenja, ki poskušajo zbrati sredstva in donacije za zgodovinsko natančne rekonstrukcije glavnih stolpov na gradu Takamacu na Šikoku in gradu Edo v Tokiu.
Obstaja samo dvanajst gradov, ki veljajo za »original«:
1. Grad Bitčū Macujama
2. Grad Hikone
3. Grad Himedži
4. Grad Hirosaki
5. Grad Inujama
6. Grad Kōči
7. Grad Marugame
8. Grad Maruoka
9. Grad Macue
10. Grad Macumoto
11. Grad Macujama (Ijo)
12. Grad Uvadžima

Večina od teh je na območjih Japonske, ki niso bila izpostavljena strateškemu bombardiranju v drugi svetovni vojni, kot na primer na Šikoku ali v japonskih Alpah. Pri teh strukturah je potrebna velika previdnost: prepovedan je odprt ogenj in kajenje v bližini gradov, obiskovalci se morajo sezuti čevlje preden stopijo na lesena tla. Z nekaterimi od teh gradov so lahko povezane tudi lokalne legende ali zgodbe o duhovih.
Na drugi strani so gradovi, ki so v ruševinah, čeprav so bile običajno opravljene arheološke raziskave in izkopavanja. Večina teh pripada ali jih vzdržujejo lokalne občinske oblasti. Nekateri so bili vključeni v javne parke, drugi so ostali v bolj naravnem stanju, pogosto dosegljivi po pešpoteh. Nekateri gradovi so zdaj v rokah zasebnih lastnikov zemljišč, drugi so se zarastli.
Ali originalni ali rekonstrukcije, številni gradovi po vsej Japonski služijo kot zgodovinski in ljudski muzeji, kot ponos lokalnega prebivalstva in kot opredmetene strukture odražajo japonsko zgodovino in dediščino. Ker so gradovi povezani z vojaškimi junaki preteklih bojevnikov, so tam pogosto spomeniki namenjeni bodisi samurajem ali vojakom cesarske vojske, ki so umrli v vojnah. Grajski parki se pogosto razvijejo v javne parke, zasajene s češnjevimi, slivovimi ali drugimi cvetočimi drevesi. Grad Hirosaki v prefekturi Aomori in grad Macumae na Hokaidu sta znana v svojih regijah po češnjevih drevesih.

## Arhitektura in obramba
Japonski gradovi so bili zgrajeni v različnih okoljih, in bili vsi izdelani v različicah dokaj dobro opredeljenih arhitekturnih shemah. Jamadžiro (山城) ali gorski gradovi (grad na hribu) so bili najbolj pogosti in najboljše naravno zavarovani. Vendar pa gradovi zgrajeni na ravnicah (平城, hiradžiro) in tisti na nižjih hribih (平 山城, hirajamadžiro) niso bili nič nenavadnega. Nekaj zelo izoliranih gradov stoji tudi na majhnih naravnih ali umetnih otokih v jezerih ali morju ali ob obali. Znanost o zgradbi in utrjevanju gradov je znana kot čikujo-jucu (japonsko 築城 術).

### Zidovi in temelji
Japonski gradovi so bili skoraj vedno zgrajeni na vrhu hriba ali gomile, ki so jo pogosto ustvarili umetno za ta namen. To ni le močno podpiralo obrambo gradu, mu je tudi omogočala večji razgled na okoliško ozemlje, grad pa je bil videti tudi bolj impresivno in zastrašujoče. Hribi so dali japonskim gradovom nagnjene stene, za katere mnogi trdijo, da so pomagale pri trdnosti pred pogostimi potresi na Japonskem. Obstaja nekaj nesoglasij med znanstveniki o tem, iz kakšnega kamna so temelji.
Izumili so številne ukrepe, kako napadalce zadržati stran od obzidja in jih ustaviti od plezanja v grad, vključno z metanjem vročega peska, strelnimi gnezdi in strelnicami za puščičarje. Prostori za streljanje v stenah so se imenovali sama, strelnice so bile jasama, gnezda za puške tepposama in redkejši, kasnejši prostori za topove taihosama. Za razliko od evropskih gradov, ki so imeli na obzidjih obrambne hodnike, so japonski gradovi z lesenimi stenami preprosto namestili deske nad njimi, da so zagotovili površine za branitelje ali topničarje. Ta prostor so pogosto imenovali iši uči tana ali polica za metanje kamna. Ovire za pristop napadalcev na stene so bile še večzobe kljuke, bambusove konice poševno zasajene v zemljo ali podrta drevesa, njihove veje obrnjene navzven so predstavljale oviro za bližajočo se vojsko. Številni gradovi so imeli tudi varnostna vrata, vgrajena v vhodne stolpe in nekateri celo zadrževalne mreže iz vrvi, ki so jih spustili na napadalce.
Družina Anō iz province Ōmi so bili najpomembnejši grajski arhitekti v poznem 16. stoletju in so znani po izgradnji 45-stopinjskih kamnitih temeljev, ki so se začeli uporabljati za bivalno-obrambne stolpe, vhodna poslopja in vogalne stolpe in ne samo za grajsko gomilo kot celoto.
Japonski gradovi, tako kot evropski primeri, so imeli velika kamnita obzidja in velike jarke. Vendar pa so bili zidovi omejeni na sam grad, nikoli niso bili podaljšani okoli džōkamači (mesta okrog gradu) in le redko so bili zgrajeni vzdolž meja. To je v popolnem nasprotju s filozofijami obrambne arhitekture v Evropi, na Kitajskem in v mnogih drugih delih sveta. Zelo drugačen arhitekturni slog in filozofija je bila v uporabi znotraj zidov, v primerjavi z ustreznimi evropskimi primeri. Številne, s strešnimi ploščicami pokrite stavbe, zgrajene iz mavca čez ogrodja lesenih tramov, so ležala v stenah in v poznejših gradovih, nekatere od teh struktur bi namestili na vrhu manjšega kamnitega pokritega nasipa. Te lesene konstrukcije so bile presenetljivo ognjevarne, zaradi uporabljenega ometa na stenah. Včasih je bil le majhen del stavbe zgrajen iz kamna, ki je zagotavljal prostor za shrambe in kot skladišče smodnika.
Čeprav je bilo območje znotraj obzidja lahko precej veliko, ni vključevalo polja ali kmetij in velika večina ljudi je tudi živela izven grajskih zidov. Samuraji so živeli skoraj izključno znotraj območja, tisti višjega ranga, so živeli bližje osrednjemu domovanju daimjōv. V nekaterih večjih gradovih, kot je Himedži, je bil zgrajen med tem osrednjim območjem rezidenc in zunanjim delom sekundarni notranji jarek, kjer so bivali podrejeni samuraji. Le zelo malo meščanov, tisti ki so bili neposredno zaposleni in v službi daimjō ali njegovih sorodnikov, je živelo znotraj obzidja, zato so pogosto imenovali tudi tiste meščane, ki so živeli znotraj glede na njihov poklic ali upravne sposobnosti.

### Položaj
Primarna metoda obrambe je ležala v razporeditvi predgradja, ki se imenuje maru (丸) ali kuruva (曲 輪) - obzidja. Maru, ki pomeni »okrogel« ali »krog«, se tukaj nanaša na dele gradu, ločenih z dvorišči. Nekateri gradovi so bili razporejeni v koncentričnih krogih, vsak maru leži znotraj zadnjega, ker drugi ležijo v njihovem maruju v vrsti; najpogosteje so uporabljali neko kombinacijo teh dveh postavitvah. Ker je bila večina japonskih gradov zgrajena na vrhu gore ali hriba, je topografija lokacije določala postavitev maru.
Najbolj osrednja predgradnja, ki je vsebovala bivalno-obrambni grad, se je imenovala honmaru (本 丸), druga in tretja pa ni-ni-maru (二 の 丸) in san-no-maru (三 の 丸). Ta območja vsebujejo glavni stolp in stalno prebivališče daimjō, shrambe (kura 蔵 ali 倉) in bivalne prostore za posadko. Večji gradovi so imeli dodatne obkrožajoče dele, ki so se imenovali soto-guruwa ali sōguruwa. Na številnih gradovih, ki stojijo še danes na Japonskem, je še vedno samo honmaru. Grad Nijo v Kjotu je zanimiva izjema, s tem, da ni-ni-maru še vedno stoji, medtem ko je vse kar je ostalo od honmaru, kamnit temelj.
Razporeditev vrat in zidov je ena ključnih taktičnih razlik v zasnovi med japonskim in evropskim gradom. Zapleten sistem mnogih vrat in dvorišč vodi do centralnega gradu in služi kot ključni obrambni element. To je zlasti v primeru večjih ali pomembnih gradov zelo skrbno urejeno tako, da ovira vdirajočo vojsko in omogoča padle zunanje dele ponovno relativno enostavno spojiti z garnizonom iz notranjega odseka. Obramba v gradu Himeji je odličen primer tega. Kot je vdirajoča vojska šla skozi zunanji obroč v Himedžiju, bi se znašla tik pod odprtinami, iz katerih bi se lahko usule skale, vroč pesek ali druge stvari in tudi v položaju lahkih tarč za branilce v grajskih stolpih. Vrata so imela pogosto ostre ovinke, ki so upočasnile vdirajočo silo ali pa celo samo pod pravim kotom v kvadratno dvorišče. Prehodi so pogosto privedli do slepih ulic. Glede na vse te ukrepe ni bilo mogoče preprosto vdreti v grad.
Gradovi so bili le redko nasilno napadeni. Zdelo se je bolj pošteno in bolj primerno za branilce, da so prišli iz gradu iz se soočili s svojimi napadalci. Če se to ni zgodilo, so se obleganja najpogosteje izvajala ne z uporabo orožja ali drugih načinov prisile, ampak preprosto zanikanje hrane, vode ali drugih potrebščin v trdnjavi. Ker je ta taktika pogosto trajala mesece ali celo leta, si je oblegovalna vojska včasih celo zgradila svoj grad ali trdnjavo v bližini.

### Zgradba
Bivalno-obrambni grad je bil običajno od tri do pet nadstropij visok in je znan kot tenšukaku (天 守 閣) in se lahko poveže z več manjšimi stavbami z dvema ali tremi nadstropji. Nekateri gradovi, zlasti Azuči, so imeli celo sedem nadstropij. Najvišja in najbolj dovršena stavba v kompleksu in pogosto tudi največja, je bilo prebivališče daimjō in njegov osrednji štab. Zanimivo je, da je število nadstropij in postavitev stavbe kot je bila videti od zunaj, le redko ustrezala dejanski notranji postavitvi. To je zagotovo zmedlo napadalce in jim preprečilo, da bi vedel, katero nadstropje je primerno za napad.
Najmanj vojaško opremljene grajske stavbe, so imele bivalni stolp z obzidjem kot okras; nekaj stavb na Japonskem, še najmanj gradov, je bilo kdaj koli zgrajenih s poudarkom, da delujejo zgolj kot umetniška in arhitekturna oblika. Bivalno-obrambni grad je bil mišljen, da je impresiven, ne le v svoji velikosti, temveč tudi v svoji lepoti in globljem pomenu bogastva nekega daimjō. Tudi znotraj splošnega področja japonske arhitekture, je bila estetika in oblikovanje gradov precej drugačna od slogov in vplivov, ki so jih poznali v šintoističnih svetiščih, budističnih templjih ali japonskih domovih. Zapleteni zatrepi in okna so lep primer tega.
V primeru, ko je bil grad infiltriran ali napaden od sovražne sile, je osrednji stolp služil kot zadnji branik, zatočišče in točka, iz katere bi lahko prišlo do nasprotnega napada in poskusa, da bi zavzeli grad. Če je grad na koncu padel, bi nekatere sobe v stolpu bolj pogosto kot ne, postale prizorišče sepuku (ritual samomora) za daimjō in njegovo družino in najbližje sodelavce.
Palisade postavljene vrh grajskih zidov, ob njih so posadili zaplate dreves, po navadi borovcev, simbol večnosti in nesmrtnosti. Ti so služili dvojnemu namenu, kot dodatek naravni lepi pokrajini fevdalčevega doma in del njegovega vrta, pa tudi za zabrisanje notranjosti gradu in oviranja vohunov ali tatov.
Različni stolpi ali stolpiči, imenovani jagura (櫓), ki so bili na vogalih zidov, nad vrati, ali drugih položajih, so služili številnim namenom. Čeprav so bili nekateri uporabljeni za očitne obrambne namene, in kot opazovalni stolpi, so drugi služil kot vodni stolpi ali za opazovanje nočnega neba. Kot rezidence domnevno bogatih in vplivnih gospodov so se stolpi zelo namnožili kot balkoni za opazovanje pokrajine, čajnice in vrtovi. Vrtovi in sadovnjaki, čeprav je v prvi vrsti le za dodajanje k lepoti vrtov in luksuznosti prebivališča, so lahko tudi zalagali z vodo in sadjem v primeru otežene dobave zaradi obleganja, pa tudi kot les za različne namene.

## Galerija
Zračni pogledi na japonske gradove razkrivajo dosledno vojaško strategijo, ki kaže celotno načrtovanje za vsako posamezno lokacijo.
- Grad Edo—danes lokacija Tokijske cesarske palače
- Grad Sunpu
- Grad Nagoja
- Grad Fukuoka
- Grad Hirosaki
- Grad Hirado
- Grad Takamacu,s črto, ki kaže prvotni obseg gradu

## Druga literatura
- Cluzel, Jean-Sébastien (2008). Architecture éternelle du Japon - De l'histoire aux mythes. Dijon: Editions Faton. ISBN 978-2-87844-107-9.
- Schmorleitz, Morton S. (1974). Castles in Japan. Tokyo: Charles E. Tuttle Co. ISBN 0-8048-1102-4.
- Motoo, Hinago (1986). Japanese Castles. Tokyo: Kodansha. ISBN 0-87011-766-1.
- Mitchelhill, Jennifer (2013). Castles of the Samurai: Power & Beauty. USA: Kodansha. ISBN 978-1568365121.